# Legion of the Damned
Legion of the Damned (с англ. — «Легион Проклятых») — голландская трэш- и дэт-метал-группа, образованная в 2005 году после распада группы Occult и ухода певицы Рэйчел Хейзер (Rachel Van Mastrigt-Heyzer).
Тематика песен группы — мистицизм, хоррор-истории, оккультизм, религия и апокалиптические события. Группа является участницей множества фестивалей метал-групп: Earthshaker Fest, Tuska Open Air, Summer Breeze и Wacken Open Air. Сотрудничает с европейскими лейблами Massacre Records и Napalm Records, их продукция выпускается в Северной Америке благодаря эксклюзивному контракту с Season of Mist.

## История
Группа была сформирована в Нидерландах в 2004 году на основе группы Occult. Музыканты решились на этот шаг, так как после ухода вокалистки Рейчер Хейзер-Клостервальд в 2001 году фанаты с неохотой приняли новое звучание группы, и надеялись на улучшение ситуации после смены названия и направления группы. Группа подписала контракт с лейблом Massacre Records.
Группа записывала два своих первых альбома — Malevolent Rapture и Sons of the Jackal — на студии Stage One Studio при поддержке продюсера Энди Классена. Впоследствии группа называла причиной грандиозного успеха в новом обличии именно продюсерскую работу Энди.
В январе 2008 года было решено переиздать альбом Occult Elegy of the Weak под вывеской новой группы и названием Feel the Blade. Кроме песен из альбома 2003 года, было добавлено 2 новых трека и кавер на Pestilence. В 2008 году был выпущен четвёртый альбом Cult of the Dead. В коллекционное издание альбома входил набор ножей для разделки сыра и разделочная доска с изображением логотипа группы, что было желанием группы добавить «что-нибудь нидерландское» к сувенирам коллекционного издания. Альбом получил хвалебные отзывы критиков и был назван лучшим альбомом января 2009 года в журнале Metal Hammer.
В 2011 году группа выпустила свой последний альбом Massacre Records — Descent into Chaos. После этого группа перешла на лейбл Napalm Records. В апреле 2011 года Рихард Эбиш решил покинуть группу в связи с проблемами со здоровьем, Твен ван Гел был вызван ему на замену. 21 мая того же года бывший басист Тван Флёрен решил покончить жизнь самоубийством.
Последний на 2023 год альбом группы — The Poison Chalice — вышел 9 июня 2023 года и получил положительные отзывы музыкальной прессы.

## Состав

### Текущий состав
- Морис Свинкельс (нидерл. Maurice Swinkels) — вокал (с 1992)
- Тван ван Гел (нидерл. Twan van Geel) — гитара (с 2011)
- Гарольд Гилен (нидерл. Harold Gielen) — бас-гитара (с 2006)
- Эрик Флёрен (нидерл. Erik Fleuren) — ударные (с 1992)
- Фабиан Вервей (нидерл. Fabian Verweij) — гитара (с 2020, на живых выступлениях — с 2017 года)

### Бывшие члены
- Рихард Эбиш (нидерл. Richard Ebisch) — гитара (1994—2011); ранее выступал в группе Inhume
- Тван Флёрен (нидерл. Twan Fleuren; 1971—2011) — бас-гитара (1999—2006), ранее выступал в группе Desinfest, покончил с собой 21 мая 2011[12]
- Хайн Виллекенс (нидерл. Hein Willekens) — гитара (2013—2017, только живые выступления)
- Рэйчел Хейзер (нидерл. Rachel Heyzer) — вокал (1993—2001), ранее выступала в группе Occult
- Леон Пеннингс (нидерл. Leon Pennings) — гитара (1992—1999), выступал в группе Occult
- Сёрс Тюитоф (нидерл. Sjors Tuithof) — бас-гитара (1992—1999), выступал в группе Occult

## Дискография

### С момента основания
- Malevolent Rapture (2006, Massacre Records)
- Sons of the Jackal (2007, Massacre Records)
- Feel the Blade (2008, переиздание альбома Occult — Elegy of the Weak 2003 года, Massacre Records)
- Cult of the Dead (2008, Massacre Records)
- Slaughtering… (2010, live, Massacre Records)
- Descent Into Chaos (2011, Massacre Records)
- Ravenous Plague (3 января 2014, Napalm Records)[13]
- Slaves of the Shadow Realm (4 января 2019, Napalm Records)
- The Poison Chalice (9 мая 2023, Napalm Records)

### С учётом дискографии Occult
- Prepare to Meet Thy Doom (1994)
- The Enemy Within (1996)
- Of Flesh and Blood (1999)
- Rage to Revenge (2001)
- Elegy for the Weak (2003)